# Cnemidocarpa joannae
Cnemidocarpa joannae är en sjöpungsart som först beskrevs av William Abbott Herdman 1898.  Cnemidocarpa joannae ingår i släktet Cnemidocarpa och familjen Styelidae. Inga underarter finns listade i Catalogue of Life.